# Berggrenia aurantiaca
Berggrenia aurantiaca är en svampart som beskrevs av Cooke 1879. Berggrenia aurantiaca ingår i släktet Berggrenia, ordningen skålsvampar, klassen Pezizomycetes, divisionen sporsäcksvampar och riket svampar.   Inga underarter finns listade i Catalogue of Life.